# Cerkiew Cudu św. Michała Archanioła w Stawiszczach
Cerkiew Cudu św. Michała Archanioła w Chonach – prawosławna cerkiew cmentarna w Stawiszczach. Należy do parafii Opieki Matki Bożej w Zubaczach, w dekanacie Kleszczele diecezji warszawsko-bielskiej Polskiego Autokefalicznego Kościoła Prawosławnego.
Cerkiew została zbudowana w 1965 na cmentarzu prawosławnym w Stawiszczach (założonym na początku lat 60. XX w.). Wezwanie świątyni nawiązuje do wezwania dawnej cerkwi parafialnej położonej w pobliżu Połowców, która po II wojnie światowej znalazła się w granicach ZSRR.
Główna uroczystość obchodzona jest 19 września (6 września według starego stylu).